# Qui a envie d'être aimé ?
Pour plus de détails, voir Fiche technique et Distribution.
Qui a envie d'être aimé est un film français sorti en 2010 au Festival des Arcs puis en 2011 dans les salles. C'est le premier long-métrage d'Anne Giafferi, réalisatrice de la série télévisée Fais pas ci, fais pas ça. Ce film est une adaptation du roman de son mari Thierry Bizot, Catholique anonyme, publié en 2008.

## Synopsis
Antoine, avocat reconnu, marié et père de deux enfants, semble avoir tout pour être heureux. Pourtant, une conversation avec un professeur de son fils va l'amener à entamer une recherche spirituelle. Sans réelle conviction, il assiste à une catéchèse dans une paroisse. Cette démarche, qu'il a lui-même du mal à comprendre au début, va progressivement changer ses relations avec ses proches. Il tente, parfois maladroitement, de mettre davantage d'amour dans sa vie,,.

## Fiche technique
- Réalisateur : Anne Giafferi
- Scénario : Anne Giafferi, d'après le roman Catholique anonyme de Thierry Bizot
- Photographie : Jean-François Hensgens
- Musique : Jean-Michel Bernard
- Son : Benjamin Jaussaud, Olivier Laurent et Christophe Vingtrinier
- Décors : Sylvie Olivé
- Costumes : Elisabeth Rousseau
- Montage : Christophe Pinel
- Création de l'affiche originale (France) : Jean-Jacques Sempé
- Production : Thierry Bizot, Emmanuel Chain et Guillaume Renouil
- Société de production : Elephant Story
- Société de distribution : Haut et Court (France)
- Pays :  France
- Langue originale : français
- Genre : comédie dramatique[3]
- Durée : 89 minutes
- Format : couleur - 2,35:1
- Date de sortie : 
  -  France : 17 décembre 2010 (Festival des Arcs), 9 février 2011 (sortie nationale)

## Distribution
- Éric Caravaca : Antoine, avocat
- Arly Jover : Claire, la femme d'Antoine
- Valérie Bonneton : Hortense, la sœur d'Antoine, célibataire toujours à la recherche d'un compagnon
- Jean-Luc Bideau : le père d'Antoine
- Benjamin Biolay : Alain, le frère d'Antoine, fils prodigue
- Philippe Duquesne : le prêtre qui dirige la catéchèse
- Quentin Grosset : Arthur, adolescent, le fils d'Antoine et Claire
- Arauna Bernheim-Dennery : Emilie, la fille d'Antoine et Claire
- Agnès Sourdillon : Solange, la croyante qui doute
- Guillaume de Tonquédec : Sylvain, le bon élève à la catéchèse, amateur de citations
- Joséphine Fresson : la femme catholique
- Jean-Pol Brissart : le mari catholique
- Amandine Dewasmes : la caissière
- Pierre Aussedat : M. Chollet

## Analyse
Les thèmes clés du film sont la foi et les relations familiales, traitées sur le mode de la comédie. Si la foi est au cœur du film, elle est surtout présente à travers un itinéraire personnel, celui d'Antoine, qui retrouve progressivement une vie spirituelle. Cette dimension intérieure personnelle est traduite à l'écran par des rencontres, des expériences où ce personnage expérimente une nouvelle façon d'être, de voir les choses, de vivre sa relation avec les autres,. Si la catéchèse est le fil conducteur du film, c'est surtout la façon dont le personnage principal l'appréhende et la traduit à sa façon qui en constitue la trame. Sa vie spirituelle est abordée sur le mode de la redécouverte ce qui donne, à travers maladresses, malentendus et situations décalées, toute sa place à la comédie. Les défauts de certains catholiques, mais aussi les réactions parfois très personnelles des familiers d'Antoine sont montrées avec un sens aigu de la dérision,. Pour Olivier de Bruyn, « Le "contexte catho" fait juste ressortir avec plus d'éclat et de drôlerie absurde le dénuement du personnage, ses arrangements pas forcément petits avec la vie. ».
Le film gagne aussi en profondeur quand il aborde les thèmes de l'ouverture, de l'attention aux autres, de la tendresse. Le personnage principal tente de vivre sur un mode nouveau et plus juste sa relation avec son père, son fils et son frère. Ses initiatives ne trouvent pas toujours une réponse encourageante,. Pour autant, selon Olivia Leboyer, « une vraie sollicitude, au sens ricœurien, est perceptible tout du long du film ».

## Réception
Le film est présenté pour la première fois au Festival des Arcs, en décembre 2010. Le 9 février 2011 il sort en France dans une centaine de salles et se classe 12e du box-office hebdomadaire et 5e meilleur démarrage avec 55 948 entrées. Il attire 106 195 spectateurs en France et termine au-delà de la 220e place du box office annuel.